# Francis Dereham
Francis Dereham (c. 1513 - muerto el 10 de diciembre de 1541) fue un cortesano inglés del período Tudor conocido por su romance con la Reina Catalina Howard, quinta esposa de Enrique VIII de Inglaterra.

## Relación con Catalina Howard
Se sabe que la relación con quien más adelante fuera la Reina de Inglaterra, comenzó cuando esta contaba con alrededor de 15 y vivía con la esposa de su abuelo Agnes, Duquesa de Norfolk, en la casa de huéspedes que regentaba.
El romance pasó a ser de conocimiento de los huéspedes de la casa, e incluso se habló de un precontrato matrimonial provocado probablemente por la consumación sexual. A finales de 1539, Catalina consiguió el empleo de dama de compañía de la nueva esposa de Enrique VIII, la Reina Ana de Cleves lo que, junto a un viaje de Dereham a Irlanda, provocó la separación de la pareja.

## Ascenso de Catalina en la Corte
Una vez que Catalina se instaló en la Corte Tudor inmediatamente llamó la atención del envejecido Enrique VIII, quien estaba haciendo ya los arreglos para divorciarse de su actual esposa Ana de Cleves. Tras un corto "romance" el Rey se casó con la joven de 17 años el 28 de julio de 1540.
El Rey, quien llenó a su esposa de caros regalos y mimos excesivos, estaba convencido de la ingenuidad e inocencia de la joven.
No está claro por qué motivos (probablemente un soborno para silenciarlo, pero es especulación) Catalina una vez Reina llamó a Dereham para convertirlo en su secretario personal, ya que, según todas las declaraciones, ella había iniciado ya una "relación" con Thomas Culpeper y no volvió a los brazos de su antiguo amante. El hecho es que Francis Dereham pasó a ser parte de la Cámara Privada de la Reina en agosto de 1541.

## Caída
Sin embargo era cuestión de tiempo para que el pasado de Catalina (y sus actuales indiscreciones) salieran a la luz. Un informante le reveló al Arzobispo Thomas Cranmer detalles sobre la vida de la reina antes de llegar a la corte, este informó al Rey quien de inmediato lo puso a la cabeza de una investigación más profunda. Catalina fue encerrada en sus aposentos y aislada de la corte.
Cranmer no tuvo que indagar mucho para que Francis Dereham fuera nombrado. Torturado, confesó su antigua relación con Catalina; habló del precontrato pero negó que la relación prosiguiera después del matrimonio con el rey y acusó a Culpeper, quien lo había reemplazado en los afectos de la joven. Catalina alegaba inocencia y acusaba a Dereham de haber abusado de ella, ya que un precontrato podría invalidar su actual matrimonio con el Rey. Pero a pesar de todos los esfuerzos de la joven, fue encontrada una carta de amor escrita de su puño y dirigida a Culpeper, lo que selló el destino de todos los implicados. El adulterio con la esposa del Rey, considerado como alta traición, selló su destino.

## Ejecución
El 10 de diciembre de 1541 Francis Dereham fue ejecutado por traición, con el castigo  que incluía ahorcamiento parcial, destripamiento, castración, decapitación  y descuartización tal como exigía la ley en estos casos. Culpeper fue ejecutado junto a él por decapitación, a pesar de que el adulterio fue cometido por él y no por Dereham, solo hubo clemencia para Culpeper cumpliendo los deseo del Rey.